# Ivan Krković
Ivan Krković (Kragujevac, ...) è un giocatore di football americano serbo, che gioca nel ruolo di linebacker per i Göteborg Giants.